# You've been Gilmored
You've been Gilmored es el 123° episodio de la serie de televisión norteamericana Gilmore Girls.

## Resumen del episodio
Emily le dice a Lorelai que quiere que ella traiga a Luke para cenar con ellos la semana siguiente, para conocerlo mejor, ya que después quizás no tendrán mucho tiempo. En dicha cena, Emily y Richard le advierten a Luke que tenga cuidado sobre sus propiedades y su recién descubierta hija, por los estafadores. Además, los padres de Lorelai creen que el casamiento está fijado para el 3 de junio y piensan que es muy pronto, pero prácticamente aceptan a Luke como miembro de la familia.
El directorio del periódico de Yale decide despedir a Paris del cargo de editora debido a su mal manejo. Rory entra a contárselo y ella renuncia antes de ser comunicada oficialmente (por entre otras cosas sentirse agotada de tanto trabajo), entonces el resto de reporteros lo celebra, ante la mirada angustiosa de Rory. Unos días después, cuando luego de muchas votaciones Rory (como candidata extra) es elegida la nueva editora del diario, Paris se enfurece mucho con ella y le bota todas sus pertenencias del departamento. Rory no tiene dónde ir ni consigue un nuevo departamento, hasta que Logan le sugiere para que se mude con él. 
En tanto, Michel se siente algo molesto cuando Luke pasa mucho tiempo arreglando cosas de la posada, quien lo hace gratis; aunque, en realidad extraña las reuniones mensuales con Lorelai para hacer una lista de cosas que necesitan repararse.
Lorelai le comenta a Rory que su padre puede parecer misterioso porque no lo ve hace tiempo. Entonces, Rory invita a Christopher a visitar Yale, le da un recorrido completo, y ante su insistencia le revela dónde está viviendo desde ese mismo día, allí habla con Logan y él le cae muy bien (entre otras cosas por haber sido ambos sido de secundarias similares), hasta lo invita a cenar los tres juntos. Luego, Christopher cuenta a Lorelai por teléfono de la mudanza, pero Rory no se molesta cuando lo descubre.

## Errores
- Emily invita a Luke a la cena del viernes siguiente, pero en la misma no aparece Rory, aun a pesar de que durante varias viernes siguientes su abuelo no estará.
- Antes de salir a cenar, cuando Rory y su padre hablan, faltan unas líneas de diálogo y de vídeo, hay un salto hasta donde ella sale riéndose sin motivo mostrado.

- Datos: Q6170344